# Turgy
Turgy és un municipi francès situat al departament de l'Aube i a la regió del Gran Est. L'any 2007 tenia 38 habitants.

## Demografia

### Població
El 2007 la població de fet de Turgy era de 38 persones. Hi havia 23 famílies de les quals 15 eren unipersonals (4 homes vivint sols i 11 dones vivint soles), 4 parelles amb fills i 4 famílies monoparentals amb fills.
La població ha evolucionat segons el següent gràfic:
Habitants censats

### Habitatges
El 2007 hi havia 31 habitatges, 19 eren l'habitatge principal de la família, 11 eren segones residències i 1 estava desocupat. 30 eren cases i 1 era un apartament. Dels 19 habitatges principals, 14 estaven ocupats pels seus propietaris, 5 estaven llogats i ocupats pels llogaters i 1 estava cedit a títol gratuït; 2 tenien dues cambres, 7 en tenien tres, 4 en tenien quatre i 6 en tenien cinc o més. 12 habitatges disposaven pel capbaix d'una plaça de pàrquing. A 8 habitatges hi havia un automòbil i a 7 n'hi havia dos o més.

### Piràmide de població
La piràmide de població per edats i sexe el 2009 era:
| Homes | Edats   | Dones |
| ----- | ------- | ----- |
| 0     | 95 o +  | 0     |
| 0     | 90 a 94 | 0     |
| 0     | 85 a 89 | 4     |
| 0     | 80 a 84 | 0     |
| 0     | 75 a 79 | 4     |
| 0     | 70 a 74 | 0     |
| 0     | 65 a 69 | 0     |
| 0     | 60 a 64 | 0     |
| 8     | 55 a 59 | 0     |
| 4     | 50 a 54 | 4     |
| 0     | 45 a 49 | 0     |
| 0     | 40 a 44 | 4     |
| 0     | 35 a 39 | 0     |
| 0     | 30 a 34 | 0     |
| 0     | 25 a 29 | 0     |
| 0     | 20 a 24 | 0     |
| 0     | 15 a 19 | 0     |
| 0     | 10 a 14 | 0     |
| 4     | 5 a 9   | 0     |
| 0     | 0 a 4   | 0     |

## Economia
El 2007 la població en edat de treballar era de 25 persones, 13 eren actives i 12 eren inactives. Les 13 persones actives estaven ocupades(6 homes i 7 dones).. De les 12 persones inactives 7 estaven jubilades, 1 estava estudiant i 4 estaven classificades com a «altres inactius».

## Poblacions més properes
El següent diagrama mostra les poblacions més properes.